# Frédéric Charles Gochnat
Frédéric Charles Gochnat (Stnisburg, 1784-1816) fue un botánico, y horticultor francés, quien trabajó con Cichorieae.

## Algunas publicaciones
- 1808. Tentamen medico-botanicum de Plantis cicho- raceis. Argentorati

## Eponimia
Géneros
- (Asteraceae) Gochnatea Steud.[2]
- (Asteraceae) Gochnatia Kunth[3]

461. 1891. 1891 (IF)
Especies
- (Asteraceae) Hieracium gochnatii C.A.Mey.[4]